# ジュリアン・ラブ
ジュリアン・ラブ（Julian Love, 1998年3月19日 - ）は、アメリカ合衆国イリノイ州ウェストチェスター出身のプロアメリカンフットボール選手。NFLのシアトル・シーホークスに所属している。ポジションはセイフティ。

## 経歴

### ハイスクール
高校4年目の2015年シーズンにディフェンスで92タックル、オフェンスで1,067ラン獲得ヤード、18のラッシングTDを記録し、シカゴ・サンタイムズによる最優秀選手賞を受賞した。

### カレッジ
ノートルダム大学に進学し、1年目の2016年シーズンは12試合に出場して45タックル、1つのインターセプトを記録した。
2017年シーズンは13試合に出場して68タックル、3つのインターセプトを記録した。
2018年シーズンは63タックル、1つのインターセプトを記録した。シーズン終了後、2019年のNFLドラフトにアーリーエントリーした。

### ニューヨーク・ジャイアンツ
| 身長                                | 体重           | 腕 の 長 さ       | 手 の 大 き さ | 40Yrd ダ ッ シ ュ | 10Yrd ス プ リ ッ ト | 20Yrd ス プ リ ッ ト | 20Yrd シ ャ ト ル | 3 コ 丨 ン ド リ ル | 垂 直 跳 び     | 立 ち 幅 跳 び      | ベ ン チ プ レ ス |
| ----------------------------------- | -------------- | ----------------- | -------------- | ----------------- | -------------------- | -------------------- | ----------------- | ------------------- | --------------- | ------------------- | ----------------- |
| 5 ft 10+3⁄4 in (180 cm)             | 195 lb (88 kg) | 31+3⁄4 in (81 cm) | 9 in (23 cm)   | 4.50 s            | 1.59 s               | 2.57 s               | 4.10 s            | 6.72 s              | 36.0 in (91 cm) | 10 ft 1 in (3.07 m) | 14 回             |
| All values from NFL Combine/Pro Day |                |                   |                |                   |                      |                      |                   |                     |                 |                     |                   |

2019年のNFLドラフトにて全体108位でニューヨーク・ジャイアンツから指名され、その後ルーキー契約を結んだ。
2019年シーズン、第12週のシカゴ・ベアーズ戦でミッチェル・トゥルビスキーからキャリア初となるインターセプトを記録した。
2020年シーズン、第2週のベアーズ戦で再びトゥルビスキーからインターセプトを記録した。
2022年シーズン、第6週のボルチモア・レイブンズ戦でラマー・ジャクソンからインターセプトを記録し、勝利に貢献した。

### シアトル・シーホークス
2023年3月17日にシアトル・シーホークスと2年総額1,200万ドルの契約を結んだ。
2023年シーズン、第8週のクリーブランド・ブラウンズ戦でP・J・ウォーカーからインターセプトを記録し、勝利に貢献した。第15週のフィラデルフィア・イーグルス戦では試合終了間際にジェイレン・ハーツから勝利を決定付けるインターセプトを記録し、NFCの週間最優秀守備選手に選出された。シーズンでは123タックル、10パスディフレクション、4インターセプトを記録し、初のプロボウルに選出された。
2024年7月25日、2027年シーズンまでの3年最大3,600万ドルの契約延長にシーホークスと合意した。
2024年シーズンは全17試合に先発出場して109タックル、12パスディフレクション、3インターセプトを記録した。